# Kantor Ideál
Kantor Ideál je česká veselohra ze školského prostředí podle stejnojmenného románu Ferdinanda Tomka (napsaného pod jeho pseudonymem Adela Červená), natočená v roce 1932 v režii Martina Friče.

## Tvůrci
- Námět: Ferdinand Tomek
- Scénář: Václav Wasserman
- Kamera: Otto Heller
- Režie: Martin Frič
- Hudba: Jára Beneš
- Texty písní: Jarka Mottl, Karel Lamač
- Scéna: Vilém Rittershain

- Další údaje: černobílý, 90 minut, komedie
- Výroba: Elektafilm akc.spol., Praha
- Premiéra: 23. 9. 1932
- Ateliéry: A-B Vinohrady
- Exteriéry: okolí Dobříše, Dobříšský zámek

## Postavy
| Karel Lamač             | prof. Karel Suchý                                             |
| Anny Ondráková          | Věra Matysová, septimánka                                     |
| Oskar Marion            | Rudolf Junek, účetní na zámku, údajný majitel panství Paganov |
| Theodor Pištěk          | ředitel lycea                                                 |
| Jan W. Speerger         | profesor lycea                                                |
| Světla Svozilová        | dr. Plášilová, profesorka lycea                               |
| Josef Šváb-Malostranský | profesor lycea                                                |
| Antonie Nedošinská      | Věřina teta                                                   |
| Valentin Šindler        | školník lycea Ječmínek                                        |
| Čeněk Šlégl             | Karel Domin, skutečný majitel zámku a panství Paganov         |
| Jaroslav Marvan         | spolužák Suchého                                              |
| Ladislav Hemmer         | spolužák Suchého                                              |
| Nataša Gollová          | septimánka                                                    |
| Darja Hajská            | septimánka                                                    |
| R. A. Dvorský           | kapelník                                                      |

## Děj
Děj se odehrává v městečku Paganov. Věra Matysová, sedmnáctiletá blondýnka ze septimy místního dívčího lycea je obletována všemi chlapci z chlapeckého gymnázia. Školník ji prozradí, že její třída dostane nového mladého třídního učitele. Věra žádá školníka, aby zařídil, že se učitel ubytuje u nich, neboť její tetička má volný pokoj.
Věra sdělí zprávu spolužačkám. Nastává pře, jaký kantor je ideální. Věra si nového kantora „zamlouvá“ pro sebe (u tabule zazpívá píseň „Kantor Ideál“).
Třída vytvoří uvítací komisi pro kantora a tato čeká na nádraží v čele s Věrou. Kytici však Věra omylem předá mladému příchozímu (Rudolf Junek). Když vystoupí roztržitý staromódní a nepraktický profesor Suchý z vlaku, kde si omylem vyměnil kufr s knihami za košík s husou a děvčata poznají svůj omyl, Věra řekne spolužačkám, že jim kantora ráda přenechá.
Školník zařídil ubytování u tetičky. Suchý však sdělil tetičce, že by byl nerad, kdyby jej v bytě vyrušovalo nějaké děvče, neboť potřebuje klid na přípravu na doktorát filosofie. Teta říká, že děti bohužel nemá, jen neteř Věru, která nebude bez jeho povolení do jeho pokoje vstupovat.
Prof. Suchý se stává třídním septimy. Zatím učil pouze chlapce, neumí se ženami a děvčaty jednat, chová se nesměle. Na první hodině jej děvčata „uvítají“ – dají mu mokrou houbu na židli a provádějí různé další „legrácky“.
Děvčata vyhodnotí, že se prof. Suchý „bojí žen jako ohně“. Věra se ve třídě vsadí, že bude první, která od Suchého dostane hubičku. Jedna žákyně vyzradí Suchému sázku. Ten si předvolá Věru a ptá se ji, proč uzavřela tak pošetilou sázku. Věra řekne v legraci, že se jí Suchý líbí. Tomu se z odpovědi zatočí hlava, bere vše vážně. Večer řekne Věře v bytě u tetičky, že sázku nevyhraje. Postupně se však do Věry zamiluje.
Na jarní Studentské Majales se připravuje divadelní představení „Řekové před Trojou čili Menelaos a Helena“. Ředitel vybral pro roli Menelaa prof. Suchého a jako Helenu dr. Plášilovou. V den představení, v pátek 13. května, Věra úmyslně znervózní dr. Plášilovou a přes spolužačku ji pak nabídne prášky proti bolení hlavy. Ve skutečnosti jde o prášky na spaní. Když ředitel volá Helenu na jeviště a ta spí, nabídne se Věra, že v roli zaskočí. Suchý je zmaten, když vidí na jevišti Věru. Zapomene text a neví co dělat. Teprve podtržený koberec jej dostane do náručí Heleny-Věry a oba se v roli políbí. Věra na chodbě děvčatům na dotaz, jaké to bylo, sdělí: „Holky, je sice trochu dřevěný, ale bylo to docela hezké“.
Rudolf Junek, který dostal na nádraží omylem květiny od Věry, namísto Suchého, se o Věru také zajímá. Věra s ním flirtuje, což se Suchému nelíbí. Junek se ředitelem domluví školní výlet na „jeho“ zámek Paganov. Věra chce na místě ukázat Junkovi, že ji prof. Suchý (který vede třídu na výletě) miluje. Povzbuzen vínem, Suchý se ji vyzná z lásky. Když později vidí Věru flirtovat na terase s Junkem, výlet třídy ukončuje.
Suchý je promován na doktora a v Praze se setká se svými dřívějšími spolužáky ze studií. Oni poznají, že je nešťastně zamilován – má tajnou lásku. Pomohou Suchému vylepšit zjev a projev, dodají mu sebevědomí, stává se z něj „nový člověk“. Také se od spolužáka Karla Domina dozvídá, že Domin je skutečným majitelem zámku a panství Paganov a Junek je jeho jen účetní, který přijel provést revizi knih.
Mezitím Junek láká Věru, aby s ním odjela do zahraničí. Ta odmítá s odůvodněním, kdo by se postaral o tetičku. Junek pošle Věře pro tetičce peníze. Ta jde dárek vrátit na zámek, kam přijíždí z Prahy energický a sebevědomý Suchý s dopisem od Domina, který zbavuje Junka funkce účetního. Junek znovu přesvědčuje Věru, aby s ním odjela. Ta odmítá s tím, že miluje prof. Suchého. Suchý to nepozorován vyslechne.
Prof. Suchý se vrací do školy. Děvčata jsou okouzlena jeho novým vzhledem a chováním. Ve škole se Věra jednoho dne dozvídá od Suchého, že bude vyloučena z ústavu, protože se „prý bude vdávat“. Je velmi překvapena a říká, že si Junka vzít nechce. Suchý se ji tedy zeptá, zda by si vzala „Kantora Ideála“.

## Zajímavost
- Ve filmu se mihla jako statistka (v roli jedné ze septimánek) pozdější populární herečka Nataša Gollová. Byla to její první příležitost ve filmu. [2]
- V zahraničí se film nesetkal s příznivým ohodnocením (mimo jiné kvůli obsazení téměř třicetileté Ondrákové do role studentky) – v Německu byl po dlouhém váhání uveden až v červenci 1933. [3]